# John Milne
John Milne (1850-1913) fue un geólogo inglés e ingeniero minero conocido por sus mejoras al sismógrafo, con péndulos horizontales.

## Japón (1875-1895)
Milne fue profesor de minería y geología en el Colegio Imperial de Ingeniería de Tokio (a partir de 1886 la Facultad de Ingeniería de la Universidad Imperial de Tokio) desde el 8 de marzo de 1876 hasta el 20 de junio de 1895. Dentro del Colegio Imperial de Ingeniería trabajó bajo la dirección de Henry Dyer y junto a William Edward Ayrton y John Perry.
En 1880, Sir James Alfred Ewing, Thomas Gray y John Milne, todos científicos británicos trabajando en Japón, comenzaron a estudiar los terremotos. Fundaron la Sociedad Sismológica de Japón, la cual financió la elaboración de sismógrafos mejorados para detectar y medir terremotos. Los tres hombres trabajaron en equipo para realizar mejoras a los sismógrafos, un aparato que había sido inventado en 1842 por el físico James David Forbes. A John Milne generalmente se le acredita el diseño del sismógrafo de péndulo horizontal, realizado en 1880.

## Inglaterra (1895-1913)
En junio de 1895 John regresó con su esposa japonesa a Inglaterra y se asentaron en Shide Hill House en la Isla de Wight. Fue nombrado profesor emérito de la Universidad Imperial de Tokio. 
Allí fundó un observatorio sismológico. El sismógrafo de péndulo horizontal (posteriormente desarrollado por J.J. Shaw a un instrumento mucho más sensible conocido como el sismógrafo Milne-Shaw) se instaló en un número importante de estaciones e instituciones especialmente en el Imperio Británico; estas estaciones enviaban sus “registros” a Milne que a su tiempo eran la base de sus investigaciones. 
La necesidad de un intercambio internacional de registros fue rápidamente reconocido por el profesor Milne en su “Slide Circular reports on earthquakes” publicados anualmente desde 1900 hasta 1912. Este trabajo estaba destinado a evolucionar hacia el Internacional Seismological Summary creado inmediatamente después de la Primera Guerra Mundial